# Collyria orientator
Collyria orientator är en stekelart som beskrevs av Aubert 1979. Collyria orientator ingår i släktet Collyria och familjen brokparasitsteklar. Inga underarter finns listade i Catalogue of Life.